# Odyńczyk
Odyńczyk (Lachnolaimus maximus) – gatunek ryby z rodziny wargaczowatych, jedyny przedstawiciel rodzaju Lachnolaimus. Poławiana na niewielką skalę.

## Występowanie
Zachodni Ocean Atlantycki od Nowej Szkocji po północną Brazylię.
Żyje w pobliżu raf koralowych na głębokości 3–30 m.

## Opis
Osiąga do 90 cm długości i 5–7 kg masy ciała. Pierwsze trzy promienie płetwy grzbietowej nitkowato wydłużone. Szczęki silnie uzębione, wysuwalne wargi.
Ubarwienie szaroczerwone z zielonkawym odcieniem. Osobniki żyjące na większych głębokościach są bardziej czerwone. U dorosłych samców płetwy nieparzyste i czoło czarne a szczęka dolna jasnożółta.